# Чистая Речка
Чистая Речка — поселок в Андреапольском муниципальном округе Тверской области.

## География
Находится в западной части Тверской области на расстоянии приблизительно 2 км на северо-запад по прямой от города Андреаполь.

## История
Бывший военный городок радиотехнического центра Министерства обороны (ПВО). В 1980-х годах войсковая часть 62848. Постановлением Правительства Российской Федерации от 15 сентября 1998 года новому посёлку было присвоено наименование «Чистая Речка». До 2019 года входил в Андреапольское сельское поселение Андреапольского района до их упразднения. Действует Чистореченский детский дом.

## Население
Численность населения: 225 человек (русские 91 %) 2002 году, 197 в 2010.